# Mubàrak (nom)
Mubàrak és un nom masculí àrab (àrab: مبارك, Mubārak) que literalment significa ‘beneït’, ‘benaurat’. Si bé Mubàrak és la transcripció normativa en català del nom en àrab clàssic, també se'l pot trobar transcrit Mubarak, Mbarak, Mbarek, Mobarak, Mobarek, Mebarak. Aquest nom també el duen musulmans no arabòfons que l'han adaptat a les característiques fòniques i gràfiques de la seva llengua: en àzeri Mübarək; en hindi मुबारक; en kazakh Мүбәрәк; en turc Mübarek.
Vegeu aquí personatges i llocs que duen aquest nom.